# Democratische Prigorje-Zagreb Partij
De Democratische Prigorje-Zagreb Partij (Kroatisch: Demokratska prigorsko-zagrebacka stranka) is een regionale politieke partij in Kroatië.
Tijdens de laatste parlementsverkiezingen, op 23 november 2003, was de Partij deel van een alliantie met de Kroatische Democratische Boerenpartij maar kreeg geen zetels.
Regeringspartijen:

Kroatische Democratische Unie · Kroatische Volkspartij-Liberaal Democraten · Kroatische Sociaal-Liberale Partij

Kroatische Seniorenpartij · Onafhankelijke Democratische Servische Partij

Overige partijen:

Kroatische Partij van Rechten · Kroatische Boerenpartij · Istrische Democratische Assemblee · Sociaaldemocratische Partij van Kroatië · Alliantie van Primorje · Gorski Kotar · Kroatische Democratische Boerenpartij · Democratisch Centrum · Liberale Partij · Kroatisch Democratisch Centrum · Democratische Prigorje-Zagreb Partij · Međimurje Partij · Zagorje Democratische Partij · Slavonië-Baranja Kroatische Partij · Kroatisch Blok · Kroatische Christelijke Democratische Unie · Kroatische Partij van Rechten 1861 · Kroatische Pure Partij van Rechten · Kroatische Werkelijke Renaissance · Socialistische Arbeiderspartij van Kroatië · Servische Volkspartij · Sociaal Democratische Actie van Kroatië

Politieke partijen van etnische minderheden:

Democratische Unie van Hongaren van Kroatië · Duitse Volksunie - Nationale Associatie van Donau-Zwaben in Kroatië

Onafhankelijke Democratische Servische Partij · Partij voor Democratische Actie van Kroatië